# Iglesia de Nuestra Señora de Fátima (Brasilia)

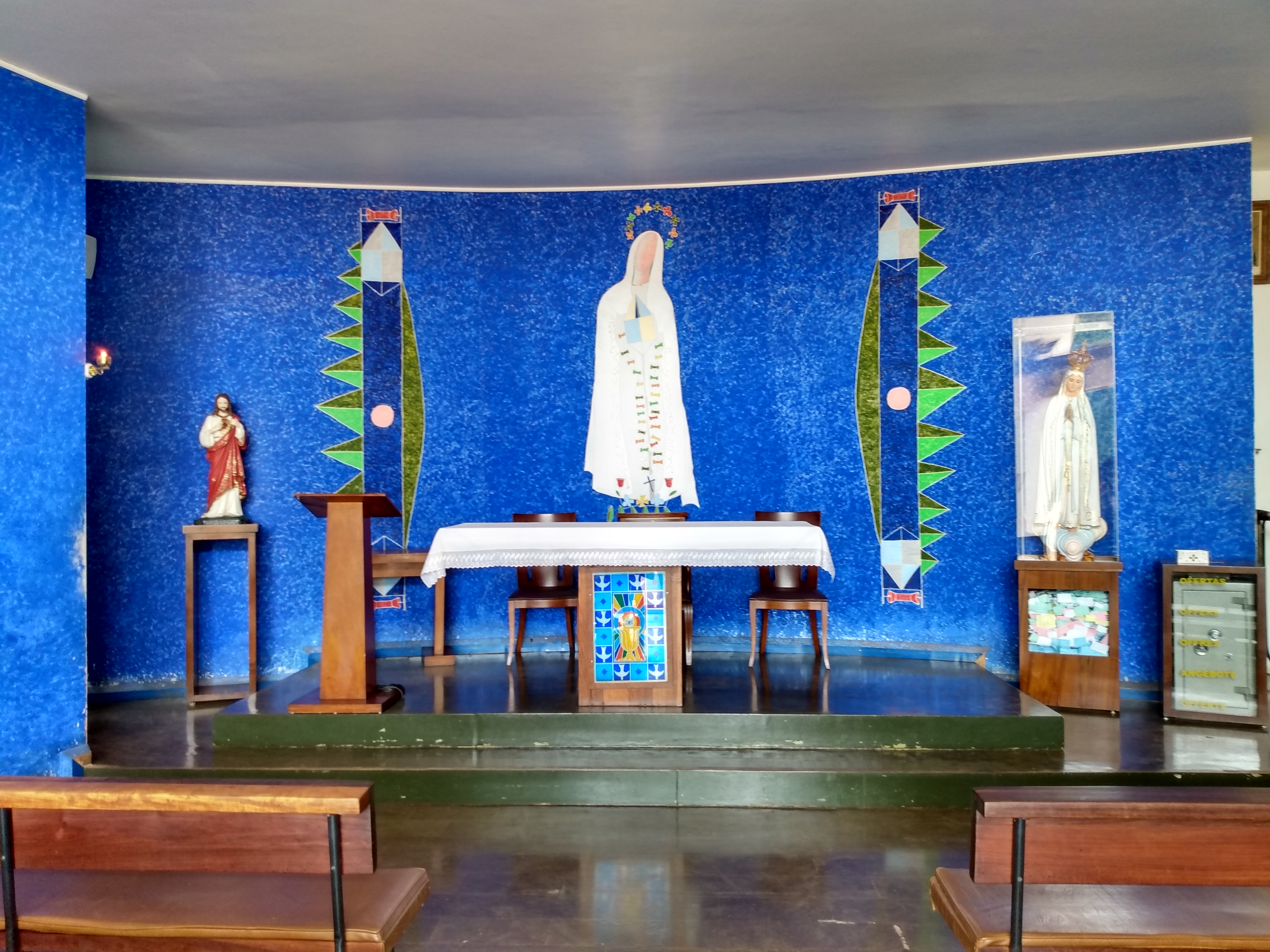
Interior de la Igrejinha (pequeña iglesia)

La Iglesia de Nuestra Señora de Fátima, fue el primer templo en albañilería que se erigió en Brasilia, inaugurado el 28 de junio de 1958. 
La iglesia fue construida en cien días, con el objetivo de cumplir una promesa de la primera dama Sarah Kubitschek, para curar a su hija que sufría de tuberculosis. La capilla fue concebida por Oscar Niemeyer, con proyecto estructural de Joaquim Cardozo, y su arquitectura hace referencia a un sombrero de monjas. Sus tres pilares piramidales de hormigón sustentan el tejado, también en forma triangular.  

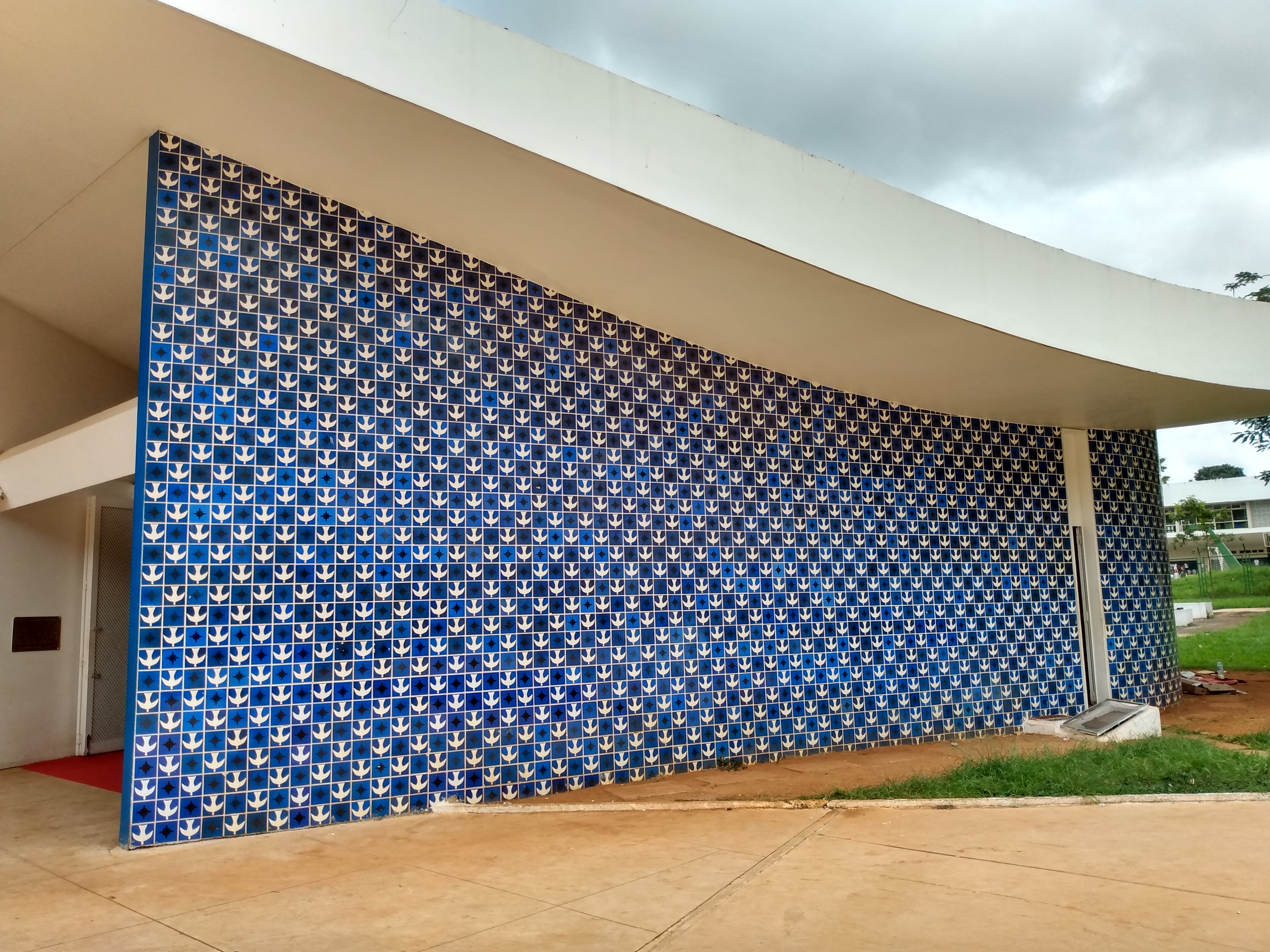
Pared con los azulejos cerámicos de Athos Bulcão

Inicialmente el interior estaba recubierto por una pintura mural abstracta de Alfredo Volpi. En 2009, se hicieron nuevas pinturas de Francisco Galeno, que es Nuestra Señora de Fátima sin rostro con algunos cometas en la mano, columnas coloridas y cometas que representan los niños que vieron la aparición de Nuestra Señora de Fátima en Portugal. Hay azulejos cerámicos de Athos Bulcão que se encuentran en la fachada y en el interior, que es una paloma invertida que representa el Espíritu Santo.
Es llamada de ´´Igrejinha´´ (la pequeña iglesia) porque tiene su  tamaño reducido  y por eso llama mucha atención. La iglesia hace parte del patrimonio artístico e histórico de Brasil y fue declarada patrimonio de Distrito Federal el 28 de abril de 1982.
La capilla forma  parte del conjunto de 23 obras que fueron catalogadas en homenaje al centenario de Niemeyer. El arquitecto Carlos Madson Reis, superintendente del IPHAN-DF, dijo que la capilla es un importante elemento arquitectónico de Distrito Federal.
La Iglesia Nuestra Señora de Fátima está entre los puntos turísticos más visitados de Brasilia. 